# Eszter Mészáros
Eszter Mészáros (Budapest, 29 de junio de 2002) es una deportista húngara que compite en tiro, en la modalidad de rifle. En los Juegos Europeos de Cracovia 2023 consiguió una medalla de oro en la prueba de rifle 10 m mixto.

## Palmarés internacional
| Juegos Europeos | Juegos Europeos     | Juegos Europeos | Juegos Europeos  |
| Año             | Lugar               | Medalla         | Prueba           |
| --------------- | ------------------- | --------------- | ---------------- |
| 2023            | Breslavia (Polonia) | Medalla de oro  | Rifle 10 m mixto |